# Bun
Bun是以Zig语言编写的一套JavaScript运行时系统、包管理器、测试运行器及打包工具。Bun设计上是Node.js的直接替代品，但它使用JavaScriptCore作为引擎，不同于Node.js和Deno使用V8引擎。
Bun可以对JavaScript文件进行打包构建、代码压缩，也支持服务器端渲染 (Svelte, Nuxt.js, Vite)。打包指的是将多个JavaScript、CSS和HTML文件合并为一个或少个文件，减少对服务器的请求数量并提高性能。代码压缩可以移除源文件中不必要的空格、注释等字符，在不影响正常执行的前提下优化网站的加载时间。Bun也提供了API以自定义在压缩时要保留的部分（如空格）。
Bun内置了对FFI、SQLite3、TLS 1.3和DNS的支持。它还提供了文件编辑、HTTP服务器、WebSocket和哈希等API。
Bun 1.0发布于2023年9月8日。Bun最初的版本仅支持MacOS，在0.0.28版本开始支持Linux，自1.1版本起支持Microsoft Windows 10及更高版本。Bun还提供一个跨平台的shell，以便运行部分Bash命令而无需额外依赖。

## 资金
2022年8月24日，Bun的公司Oven宣布获得700万美元融资。这轮融资由Kleiner Perkins领投，Guillermo Rauch、Y Combinator等参与。

## 脚注
1. ↑  . GitHub.   [14 September 2021]. （原始内容存档于2024-08-24）.
2. ↑  . 2025年2月1日  [2025年2月20日].
3. ↑  Sumner, Jarred. . Bun Docs. 2023-07-02  [2023-07-07]. （原始内容存档于2023-07-06）.
4. ↑  . Bun.   [2024-04-01]. （原始内容存档于2023-12-11） （英语）.
5. ↑  Tyson, Matthew. . InfoWorld. February 23, 2023  [October 11, 2023]. （原始内容存档于October 4, 2023） （美国英语）.
6. ↑  Omolana, Timilehin. . makeuseof.com. 2022-08-02  [2023-05-30]. （原始内容存档于2023-05-30） （美国英语）.
7. 1 2  . Bun. 2023-05-16  [2024-04-03]. （原始内容存档于2024-04-03） （英语）.
8. ↑  . Bun Docs.   [September 11, 2023]. （原始内容存档于September 27, 2023） （美国英语）.
9. ↑  . bun.sh.   [2024-04-30]. （原始内容存档于2024-04-30）.
10. ↑  . GitHub.   [2025-01-12].
11. ↑  . GitHub.   [2025-01-12]. （原始内容存档于2024-05-22）.
12. 1 2  . Bun. 2024-04-01  [2024-04-03]. （原始内容存档于2024-06-07） （英语）.
13. 1 2  Anderson, Tim. . DEVCLASS. 2024-04-02  [2024-04-03]. （原始内容存档于2024-04-03） （英国英语）.
14. ↑  .   [2025-01-11]. （原始内容存档于2024-08-24）.
15. ↑  Tim Anderson. . DEVCLASS. 2022-08-24  [2025-01-12]. （原始内容存档于2024-06-23）.